# Бёнхардт, Уве
У́ве Бёнхардт (нем. Uwe Böhnhardt; 1 октября 1977 года, Йена, ГДР — 4 ноября 2011 года, Айзенах, Германия) — немецкий правоэкстремистский террорист, предполагаемый убийца и участник праворадикальной группировки «Национал-социалистическое подполье».

## Биография
Уве Бёнхардт родился 1 октября 1977 года в восточногерманском городе Йена в семье учительницы Бригитте Бёнхардт (нем. Brigitte Böhnhardt) и инженера, младший из трех братьев в семье. В 1988 году, при загадочных обстоятельствах, за несколько месяцев до своего 18-летия, умер старший из братьев, Петер Бёнхардт (нем. Peter Böhnhardt). 11-летний Уве получил серьезную психологическую травму из-за смерти брата.
После воссоединения Германии Уве Бёнхардт присоединяется к правым скинхедам. В подростковом возрасте в основе убеждений Бёнхардта лежали национализм, антисемитизм и ксенофобия. В 1992 году Бёнхардт совершил кражу из киоска. В седьмом классе   Бёнхардт был оставлен на второй год. Во время обучения в школе совершил кражу компьютеров был за это исключён из школы, что не дало ему право сдать экзамены на аттестат зрелости.
В феврале 1993 года 15-летний Уве Бёнхардт совершил несколько краж, за что был отправлен на 4 месяца в центр для несовершеннолетних преступников. В августе 1993 года был снова арестован за кражу, совершенную группой лиц, вождение без прав и сопротивление правоохранительным органам, за что был приговорен к одному году и десяти месяцам тюремного заключения. Четыре месяца спустя он был приговорен к двум годам лишения свободы за вымогательство и нанесение телесных повреждений.
В начале 90-х годов Бёнхардт присоединяется к молодёжному клубу «Винцерклан» в йенском районе Винцерла, где регулярно встречается с функционером НДПГ Ральфом Вольлебеном, а также с Уве Мундлосом и Беатой Цшепе. В 1993 году из-за радикальных политических взглядов Цшепе, Бёнхардту и Мундлосу был запрещен доступ в клуб. Позднее Цшепе, Бёнхардт и Мундлос присоединились к Йенскому братству «Тюрингской защиты родины», созданной в 1996 году на основе организации «Анти-антифа». В «Йенском братстве» Бёнхардт и Мундлос исполняли обязанности заместителей лидера ячейки.
С середины 90-х годов Уве Бёнхардт, Уве Мундлос и Беате Цшепе занимались неонацистской деятельностью. По подозрению к причастности к деятельности правых экстремистов, 26 января 1998 года, в домах Мундлоса, Бёнхардта и Цшепе и в одном арендованном гараже в Йене были проведены обыски. Были обнаружены четыре самодельные бомбы, 1,4 кг тротила и нацистский пропагандистский материал. 28 января был выдан ордер на их арест. За два дня до выдачи ордера Бёнхардт, Мундлос и Цшепе скрылись, предположительно в Хемнице.
В 1998—1999 годах Бёнхардт, Мундлос и Цшепе создают правоэкстремистскую террористическую группировку «Национал-социалистическое подполье». Предполагается, что в период с 9 сентября 2000 года по 27 апреля 2007 года Уве Бёнхардт и Уве Мундлос совершили 10 убийств, 9 июня 2004 совершили теракт на Койпштрассе в турецком районе Кёльна, в результате которого были ранены 22 человека, а также в период между 6 октября 1999 года и 4 ноября 2011 года они совершили 14 ограблений банков в городах Хемниц, Цвиккау, Штральзунд, Арнштадт и Айзенах.
4 ноября 2011 года, в половине десятого утра Уве Бёнхардт и Уве Мундлос подъехали на мотоциклах к отделению «Вартбург-шпаркассе» на Нордплатц в Айзенахе. Войдя в масках в помещение банка, они ударили служащего пистолетом по голове и забрали 70 000 евро. После ограбления они были замечены случайным прохожим и полиция вышла на их след. После короткой перестрелки со спецназом Бёнхардт был застрелен Мундлосом, который потом поджёг трейлер и застрелился сам.